# 3. Armee (Wehrmacht)
Die 3. Armee / Armeeoberkommando 3 (AOK 3) war ein Kommandobehörde des Heeres der Wehrmacht während des Zweiten Weltkrieges. Sie war Oberkommando jeweils wechselnder Armeekorps sowie zahlreicher Spezialtruppen.

## Einsatz
Die 3. Armee wurde bei der Mobilmachung am 26. August 1939 aufgestellt. Ihr Oberkommandierender war der spätere Generalfeldmarschall Georg von Küchler (1942–1944 Befehlshaber der Heeresgruppe Nord).
Zu Beginn des Überfalls auf Polens war die 3. Armee zusammen mit Günther von Kluges 4. Armee Teil der Heeresgruppe Nord unter Fedor von Bock. Während die 4. Armee Befehl hatte, den polnischen Korridor zu nehmen und Ostpreußen mit dem Reich zu verbinden, sollte die 3. Armee aus Ostpreußen angreifen. Die eine Hälfte der 3. Armee nahm an der Schlacht um Modlin teil, sollte dann in der Nähe des Zusammenflusses von Weichsel und Bug den Strom überschreiten und an dem Angriff auf Warschau teilnehmen. Die andere Hälfte sollte am Narew angreifen und zur Einkesselung des zurückweichenden Gegners in Richtung auf Warschau vorstoßen.
Mit dem Beginn der Offensive drang der rechte Flügel der 3. Armee zur Unterstützung der 4. Armee nach Graudenz vor, wo er in schwere Kämpfe geriet. Trotz der deutschen Erfolge erkannte die Wehrmachtführung, dass eine Einschließung der polnischen Armeen auf Höhe Warschaus durch deren frühzeitigen Rückzug nicht möglich war: Der linke Flügel der 3. Armee bekam deshalb Befehl, mit Unterstützung des XIX. Armeekorps (Heinz Guderian) von der 4. Armee entlang des Bugs nach Brest-Litowsk vorzurücken. Das Armeekorps überschritt bei Łomża den Narew und jagte in einem Panzerangriff zum Operationsziel und weiter nach Włodawa. Von Süden kamen ihm dabei die Panzerverbände des XXII. Armeekorps (Ewald von Kleist) von der 14. Armee entgegen. Damit war die Umfassung des Gegners abgeschlossen. Der östliche Teil Polens wurde am 17. September 1939 von sowjetischen Truppen besetzt und in Brest-Litowsk eine vereinte deutsch-sowjetische Siegesparade abgehalten.
Am 22. Oktober 1939, drei Wochen nach dem Ende des Überfalls auf Polen, wurde die 3. Armee aufgelöst; der Stab wurde als AOK 16 zur Verwendung im Westen nach Bad Bertrich verlegt.